# سرگذشت استاد تواردوفسکی
سرگذشت استاد تواردوفسکی (لهستانی: Dzieje mistrza Twardowskiego) یک درام تاریخی گمانه‌زن و فانتزیِ لهستانی است که در سال ۱۹۹۵ ساخته و در سال ۱۹۹۶ منتشر شد.

## گزیدهٔ بازیگران
- دانیل اولبریخسکی
- رافائو اولبریخسکی
- رافائو کرولیکوفسکی
- یژی کاماس
- یژی بونچاک
- کشیشتف کلبرگر
- ماریلا رودوویچ
- آنا کُرچ
- یوآنا تژپیه‌چینسکا
- آگنیشکا واگنر
- فرانچیشک پیچکا
- ماچئی کوزووفسکی
- هنریک ماخالیتسا
- ایگناتسی ماخوفسکی
- لئون نیمچیک
- یژی بینچیتسکی
- زبیگنیف بوچکوفسکی
- ماریان گلینکا
- کشیشتف یانچار
- ماریا کلیدیش
- ریشارد کوتیس
- ادوارد لینده-لوباشنکو
- بوگوسواف سوخناتسکی
- تاتینا سوسنا-سارنو
- سواوومیر سولی
- گراژینا ترلا
- پیوتر فرونچوسکی